# ヘイスティングス競馬場
ヘイスティングス競馬場（Hastings Racecourse）は、カナダブリティッシュコロンビア州バンクーバーのヘイスティングスパーク敷地内にある競馬場。ブリティッシュコロンビア州の中心的な競馬場で、ブリティッシュコロンビアブリーダーズカップ・ダービーなどの国際競走も行われる。

## 概要

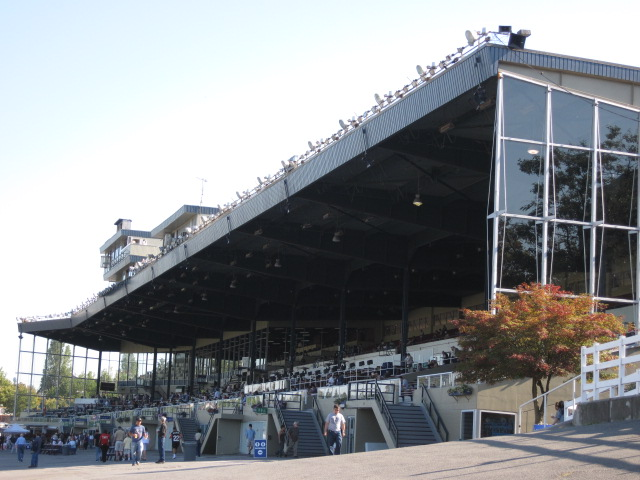
ヘイスティングス競馬場のスタンド

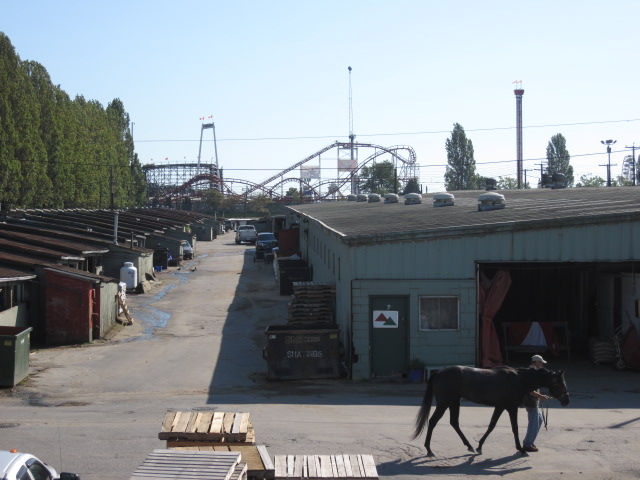
ヘイスティングス競馬場裏手の厩舎。奥にプレイランドの遊具が見える。

1889年に創設された競馬場で、創設当時はバンクーバー市西部を走るハウ通り沿いに建てられ、名称も「イーストパーク競馬場（East Park）」であった。1892年より現在の所在地であるヘイスティングスパークに移り、その後同地で開催された博覧会に因んで、名称もエキシビションパーク競馬場（Exhibition Park）と改められた。後にヘイスティングス競馬場と名前を改められたが、文献によっては旧称と現在の名称が混在している。
後に拡張工事で敷地を広げ、当初は15エーカーの敷地しか持たなかったが、現在ではヘイスティングスパークの北側1/3の区画を占める約60エーカーの面積を持つに至っている。1947年の拡張工事の際には、当時のPNE（パシフィック・ナショナル・エキシビション）における人気ジェットコースター・ビッグディッパーを撤去させており、大きな話題を呼んだ。
また、同競馬場は世界で初めてスターティングゲートを導入した競馬場でもあった。1939年に当時エキシビションパークでスターター係を務めていたクレイ・ピュエット（Clay Puett）が、バリヤー式による発走にかかる時間と手間の軽減を目的に、それ以前から溜めこんでいたアイデアを元にスターティングゲートを発案・開発した。開発当時は全ての競馬関係者から懐疑的な目で見られたものの、その実用性を見せることで説得し、後の1939年7月1日に世界初のゲート式発走で競走が開催された。このゲートは後にアメリカ西海岸にも導入され、後にアメリカ全土、その後世界に広がっていった。
2004年にグレート・カナディアン・ゲーミング社に買収され、現在は同社の子会社であるヘイスティングス・エンターテイメント社のもとで運営されている。2005年よりスタンドが改修され、その際にスロットマシンを用意したゲーミング施設がスタンド内に併設された。
主に4月から11月の土曜日・日曜日・祝祭日に競馬が開催され、夏季には金曜日の開催も行われる。また、ヘイスティングスパークで開催されるPNEの期間中は土日の開催が休止される。サイマルキャストによるカナダ・アメリカ・香港・オーストラリアの場外馬券販売も行っており、開催日・非開催日ともにこれらの馬券が発売されている。馬券の種別には単勝（win）、複勝（place・show）、馬単（exacta）、3連単（trifecta）、4連単（superfecta）、重勝（double）、6重勝（Pick6）がある。基本的な最小単位は1ドルからであるが、カナダ国内の競走では4連単などを最小20セント単位で購入することができる。

## コース
左回り・ダートコースのみ。1周は5ハロン208フィート（約1069メートル）で、最後の直線は513フィート（約156メートル）、コース幅は最大で65フィート（約20メートル）。
コースの規模が小さいため、5.5ハロンや6.5ハロンといった短距離戦が中心であるが、大競走となどではブリティッシュコロンビアダービーのような9ハロン戦も存在する。

## 主な競走
通常の競走のほか、ブリティッシュコロンビア州産馬限定競走も行われている。
主要な競走およびイベントは下半期に集中している。8月の第1月曜日には「BCカップ・デー」が開催され、クラシック・ディスタフなど7種類のステークス競走が同日に開催される。9月には同競馬場およびブリティッシュコロンビア州における最重要競走である、ブリティッシュコロンビアオークス・ブリティッシュコロンビアダービーが開催される。
国際交流競走
- ルーテナントガヴァナーズステークス
- ブリティッシュコロンビアブリーダーズカップ・オークス
- ブリティッシュコロンビアブリーダーズカップ・ダービー (G3)
- バレリーナステークス (G3)
- ブリティッシュコロンビアプレミアーズハンデキャップ (G3)